# Order Pracy (Czechosłowacja)
Order Pracy (cz. Řád práce, sł. Rad práce) – czechosłowackie odznaczenie państwowe nadawane w latach 1948–1989.
Order został ustanowiony rozporzędziem rzadu nr 30/1951. Nadawany byłza znaczące wyniki w pracy w dziedzinie gospodarki, w szczególności w przemyśle, rolnictwie, transporcie lub handlu, w służbie państwowej lub innej służbie publicznej, za szczególne osiągnięcia w działalności naukowej, badawczej lub innej działalności kulturalnej albo za udoskonalenia techniczne oraz wynalazki o dużym znaczeniu gospodarczym lub za zasługi w zwiększaniu zdolności obronnej armii.
Mógł zostać przydzielony także pośmiertelnie. Przydzielano go zarówno osobom fizycznym, jak i prawnym.
Uchylony został w 1990 roku ustawą nr 404/1990 (Ustawa o odznaczeniach państwowych Czeskiej i Słowackiej Republiki Federacyjnej).